# Watertoren (Peer)
De watertoren in Peer is met zijn 51,35 meter de hoogste watertoren in de Belgische provincie Limburg. Het is een, voor de jaren 1980 typische, paddenstoelconstructie die is uitgevoerd in gewapend beton. De buitenkant is uitgevoerd in gekarteld wit beton om de paddenstoelconstructie te benadrukken. Fundering, kuip en koepeldak bestaan uit grijs beton. De toren bevat meer dan 100 ton staal en de kuip heeft een capaciteit van 2000 kubieke meter. Het water wordt aangevoerd van het productiecentrum in Neerpelt.
Beringen ·
Beverlo ·
Bilzen (Brugstraat) ·
Bilzen (Hasseltstraat) ·
Bocholt (Driemorgenstraat) ·
Bocholt (Grote Baan) ·
Borgloon ·
Bree ·
Diepenbeek ·
Genk (Boslaan) ·
Genk (Priesterhaagstraat) ·
Genk (Vogelkersstraat) ·
Groot-Gelmen ·
Hamont (Oude Watertorenstraat) ·
Hamont (Watertorenstraat) ·
Hasselt (Armand Hertzstraat) ·
Hasselt (Hoogveld) ·
Hasselt (Kempische Steenweg) ·
(Hasselt (Kuringersteenweg) ·
Hasselt (Sint-Truidersteenweg) ·
Hasselt (Willekensmolenstraat) ·
Hechtel ·
Helchteren ·
Herderen ·
Hoesselt ·
Houthalen ·
Kaulille ·
Koersel (Corceliusstraat) ·
Koersel (Koolmijnlaan) ·
Kuringen ·
Kwaadmechelen ·
Lanaken ·
Lommel (A. Philipsweg) ·
Lommel (Hoogstraat) ·
Lummen (Industrieweg) ·
Lummen (Sint-Ferdinandstraat) ·
Meeuwen ·
Paal ·
Peer ·
Rosmeer ·
Rutten ·
Tessenderlo ·
Tongeren (Overhaemlaan) ·
Tongeren (Watertorenstraat) ·
Veldwezelt ·
Vroenhoven ·
Zolder (Galgenbergstraat) ·
Zolder (Koolmijnlaan) ·
Zutendaal